# Scomberomorus
Scomberomorus es un género de pez marino perteneciente a la familia Scombridae, en el orden de los Perciformes.  Fue descrito científicamente por primera vez por el naturalista francés Bernard de Lacépède y publicado en el libro Histoire Naturelle des Poissons, Vol. 3 (50) en 1801.

## Descripción
De cuerpo alargado y comprimido, y de escamas pequeñas; ambas aletas dorsales están separadas y seguidas; la primera aleta dorsal tiene de 12 a 22 espinas duras, la segunda se compone de 15 a 25 espinas blandas, a continuación de la segunda aleta dorsal y la aleta anal (de 15 a 28 espinas blandas), siguen aletillas. Como nadadores rápidos, tienen una gran aleta caudal, profundamente dividida; las aletas pélvicas son muy pequeñas. El hocico es más largo que el resto de la cabeza; la parte posterior del maxilar está expuesto; en el maxilar superior e inferior se encuentran de 5 a 35 dientes afilados. En muchas especies, la línea lateral que sigue el perfil dorsal es muy irregular; la parte posterior es azulada, los flancos plateados y dibujos en la mayoría de las especies como rayas o manchas. La especie más grande es S. sinensis con una longitud máxima de 247 centímetros.

### Alimentación
Son depredadores que se alimentan principalmente de peces más pequeños como anchoas, también de camarones y cefalópodos.

## Distribución y hábitat
Las especies del género Scomberomorus tienen una distribución natural en las aguas tropicales y subtropicales de 20 grados centígrados en todos los océanos en ambos hemisferios. Son peces pelágicos que prefieren las aguas costeras y con frecuencia viven en cardumen. En el Mediterráneo se pueden encontrar dos especies: S. commerson y S. tritor.

## Importancia económica y cultural
De las 18 especies descritas, la mayoría son valoradas como alimento por lo que son explotadas intensamente por pesquerías comerciales y artesanales, como también por la pesca deportiva. Entre las especies explotadas en la pesca comercial, destaca la especie carite lucio (S. cavalla), distribuida en el Atlántico desde el norte en Canadá hasta el sur de Brasil, y presente todo el año desde Luisiana hasta Ceará, cuyas capturas anuales sobrepasan las 12,000 toneladas en los últimos diez años. El carite lucio puede alcanzar cerca de 173 cm y pesar más de 45 kg. Como presa para la pesca deportiva destaca la sierra del pacífico (S. sierra), distribuida en el Pacífico desde el sur de California hasta Perú y Chile, y que puede alcanzar cerca de 99 cm y pesar más de 8 kg.
La sobrepesca de algunas especies han generado que sean consideradas casi amenazadas como la carita del indo-pacífico (S. commerson) y el carite australiano (S. munroi), y vulnerables como la sierra del Golfo (S. concolor).

## Especies
Las especies de este género son:

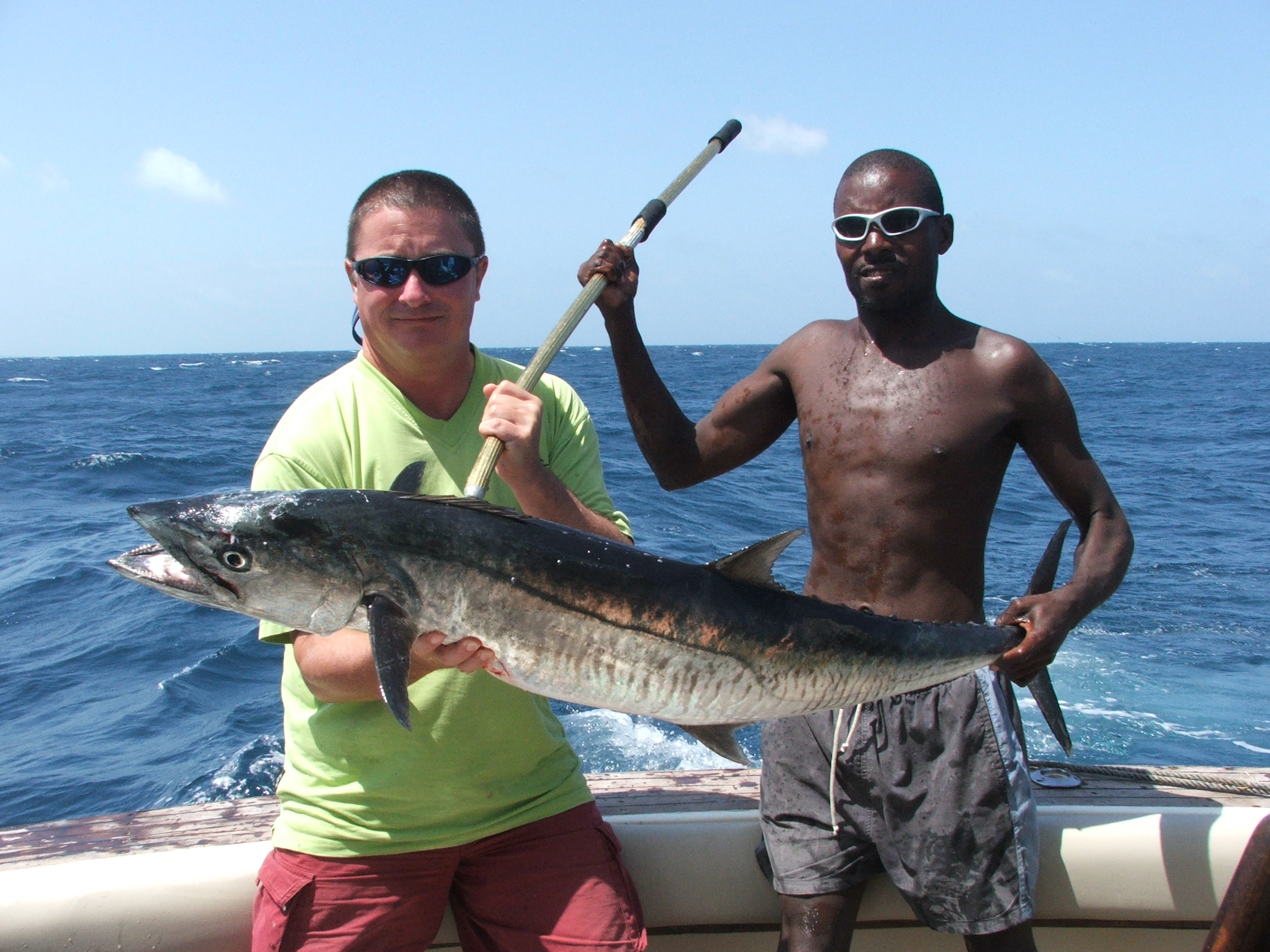
Scomberomorus commerson
carita del indo-pacífico

- Scomberomorus brasiliensis (Collette, Russo & Zavala-Camin, 1978) - carite pintado, serra[16]
- Scomberomorus cavalla (Cuvier, 1829) - carite lucio, peto, rey[17]
- Scomberomorus commerson (Lacepède, 1800) - carita del indo-pacífico[13]
- Scomberomorus concolor (Lockington, 1879) - sierra del golfo[15]
- Scomberomorus guttatus (Bloch & Schneider, 1801) - carite estriado[18]
- Scomberomorus koreanus (Kishinouye, 1915) - carite coreano[19]
- Scomberomorus lineolatus (Cuvier, 1829) - carite rayado[20]
- Scomberomorus maculatus (Couch, 1832) - carite atlántico, sierra pintada[21]
- Scomberomorus multiradiatus (Munro, 1964) - carite papuense[22]
- Scomberomorus munroi (Collette & Russo, 1980) - carite australiano[14]
- Scomberomorus niphonius (Cuvier, 1832) - carite oriental[23]
- Scomberomorus plurilineatus (Fourmanoir, 1966) - carite canadí[24]
- Scomberomorus queenslandicus (Munro, 1943) - carite de queensland[25]
- Scomberomorus regalis (Bloch, 1793) - carite rey[26]
- Scomberomorus semifasciatus (Macleay, 1883) - carite tigre[27]
- Scomberomorus sierra (Jordan y Starks, 1895) - carite sierra, macarela, sierra del pacífico, verle[28]
- Scomberomorus sinensis (Lacepède, 1800) - carite chino[29]
- Scomberomorus tritor (Cuvier, 1832) - carite lusitánico, carite pintado, garita[30]

## Galería

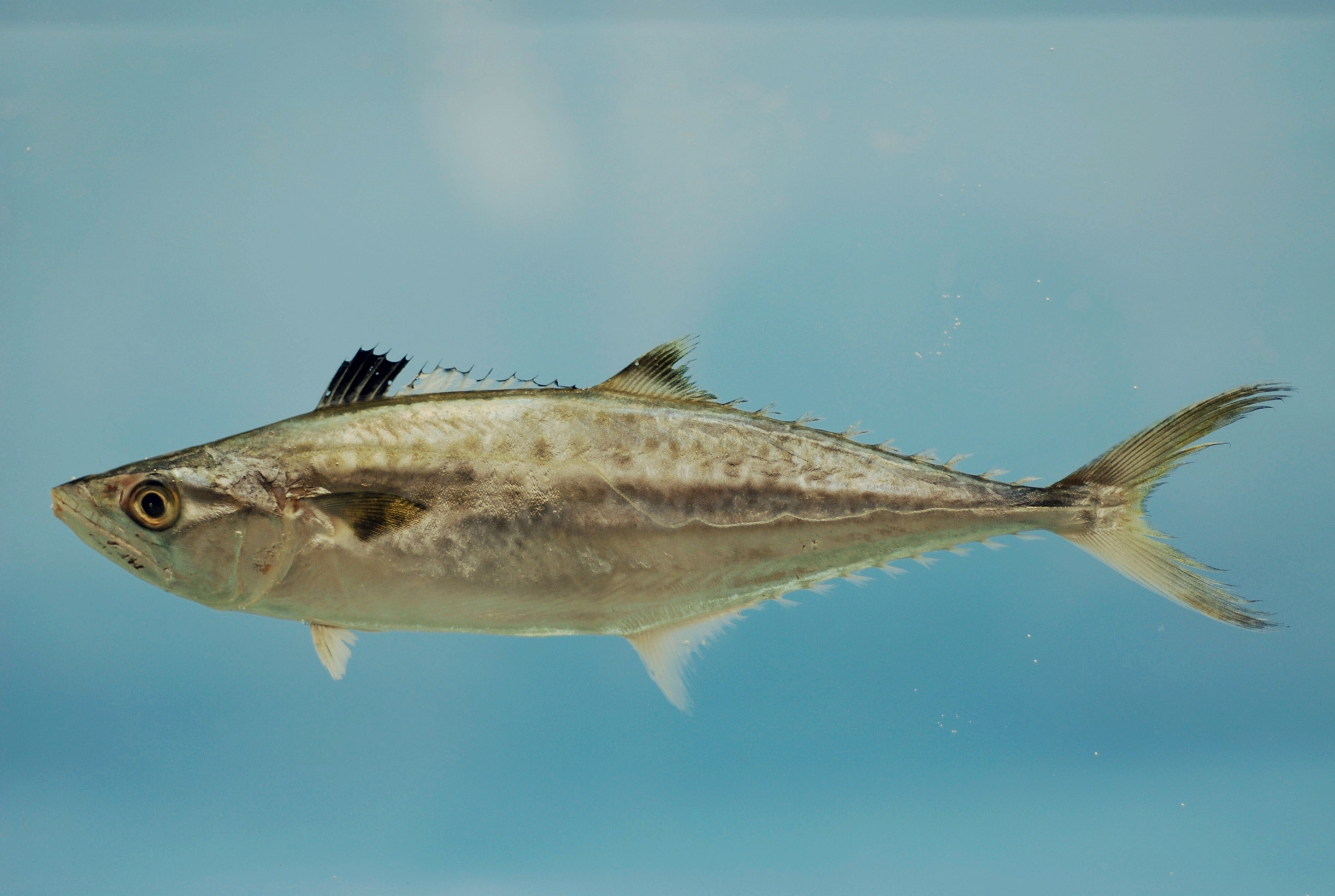
Scomberomorus cavalla carite lucio
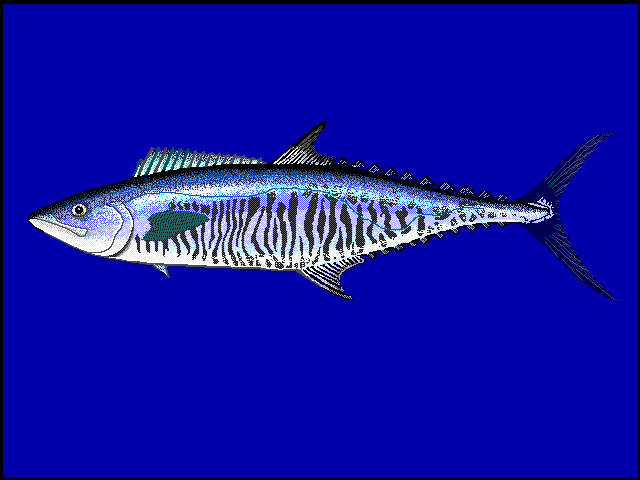
Scomberomorus commerson carita del indo-pacífico
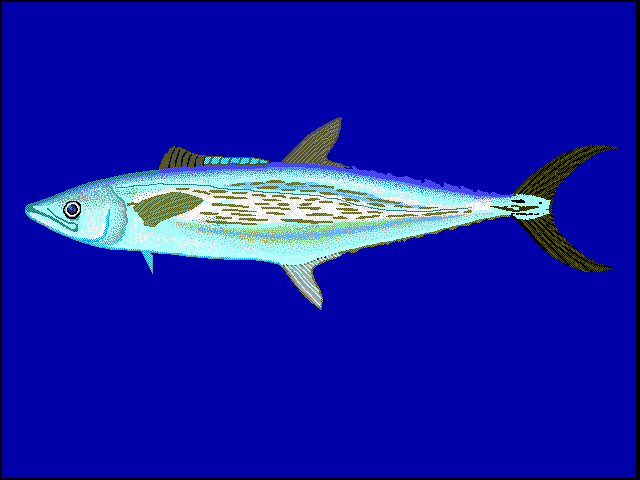
Scomberomorus lineolatus carite rayado
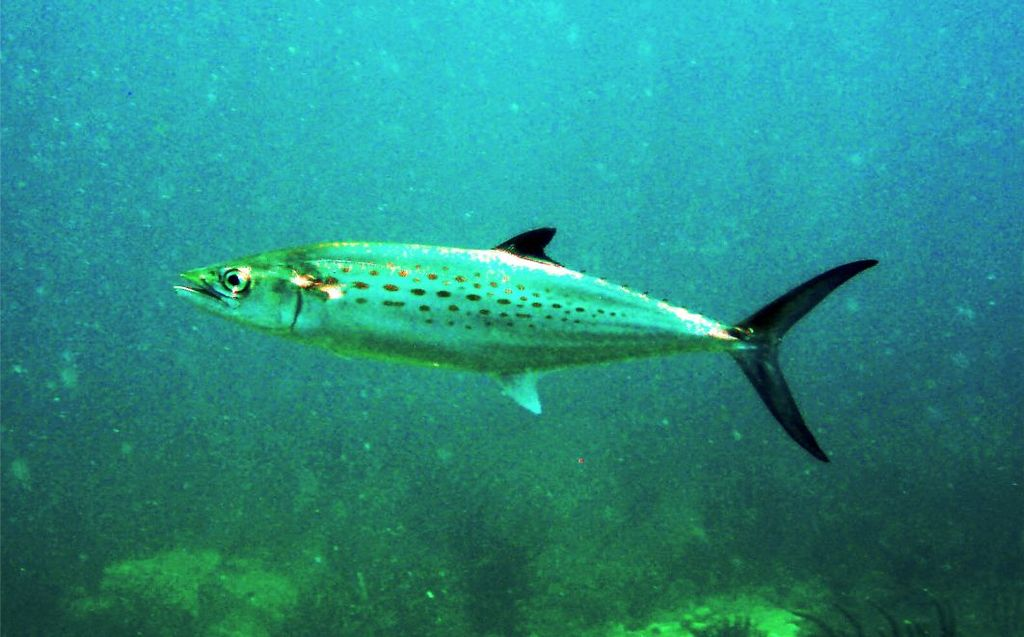
Scomberomorus maculatus carite atlántico
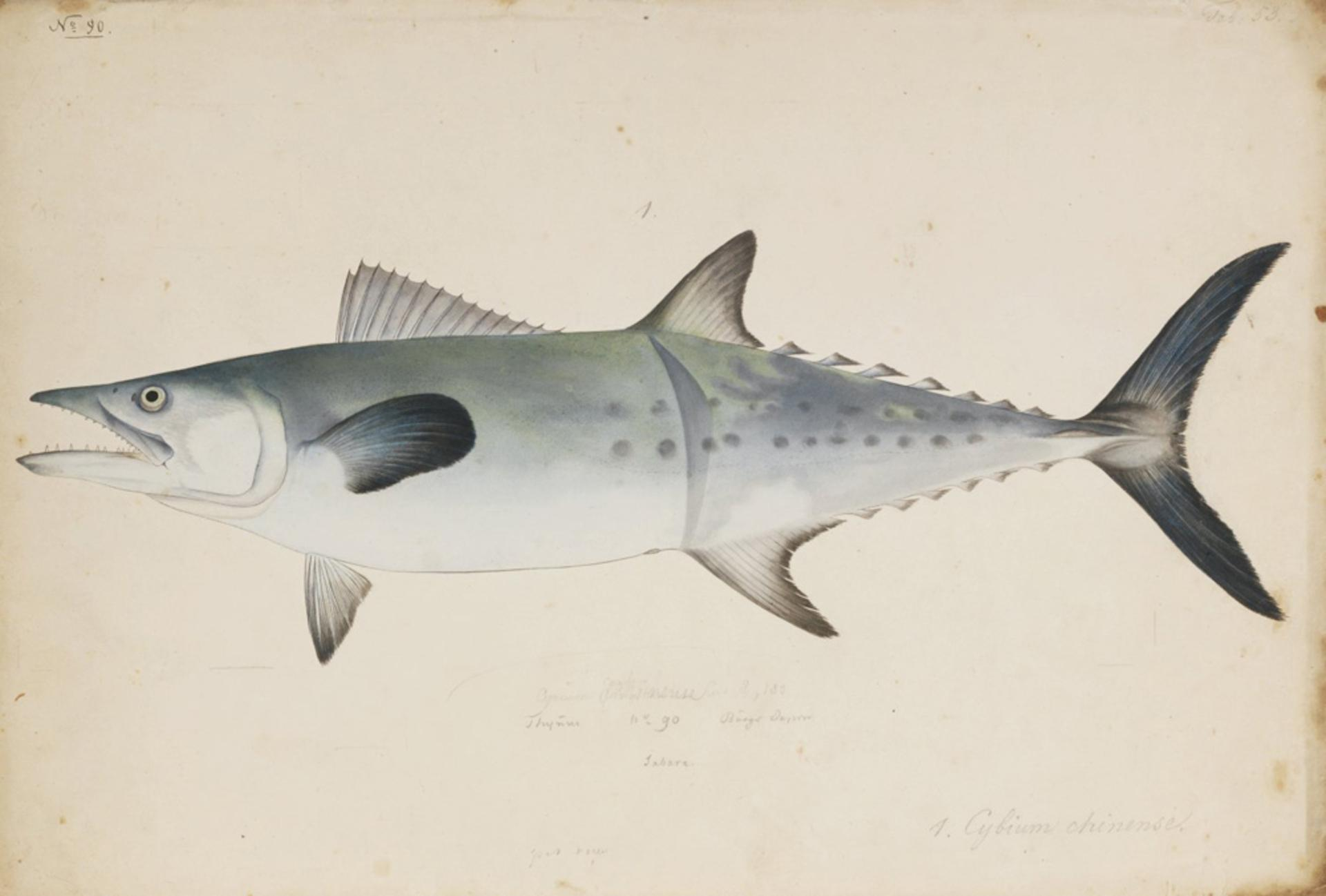
Scomberomorus sinensis carite chino